# Kisumu
Kisumu es una ciudad portuaria en el oeste de Kenia a 1131 m s. n. m., con  una población de 344,487 (censo de 2019). Es la tercera ciudad más poblada del país, y la ciudad más grande en el oeste, la capital de Nyanza y la sede del condado de Kisumu. Es la segunda ciudad más grande después de Kampala en la gran cuenca del lago Victoria.
El puerto fue fundado en 1901 como la principal terminal interior del Ferrocarril de Uganda llamado "Puerto Florencia". Aunque el comercio se estancó en las décadas de los ochenta y los noventa, vuelve a crecer alrededor de las exportaciones de petróleo.

## Historia

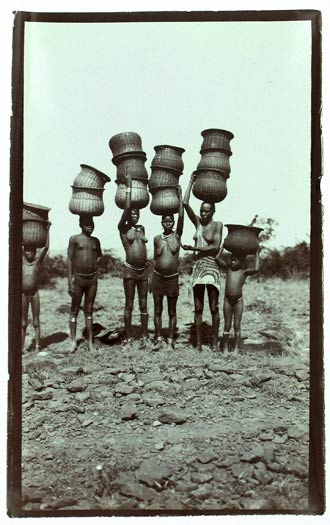
Los habitantes cogiendo las cestas por los brazos cerca de Kisumu, 1911

Se cree que la ciudad de Kisumu es uno de los asentamientos más antiguos de Kenia. Los registros históricos indican que Kisumu ha sido dominado por diversas comunidades en tiempos diferentes en mucho antes de que llegaran a los europeos. Las personas de las comunidades de Nandi, Kalenjin, Abagusii, Maasai, Luo y Abaluhya convergieron en la punta del lago Victoria y llamaron al lugar "sumo", que literalmente significa un lugar de comercio de trueque. Cada comunidad lo llamó diferentes nombres, por ejemplo:
1. El luo lo llamó "Kisumu" que significa "un lugar para buscar la comida" tal que el luo diría "Voy a Kisumu" a significar "Voy a buscar la comida".
2. El Abaluhya lo llamó "Abhasuma", que significa "un lugar para pedir la comida que está prestada", de modo que el luhya dijera "Voy a Khusuma" para significar "Voy a pedir la comida".
3. El Abagusii lo llamó "egesumu significado" una estructura para mantener/criar pollo. "Se cree que los Abagusii estaban en Kisumu, pero encontró Kisumu no era bueno para la agricultura y el agricultor.
4. El Nandi lo llamó "Kismet", que significa un lugar en donde la comida fue encontrada durante tiempos de escasez e intercambio, que no puede ser atacado por Nandi y Terik, independientemente de cualquier problema.[1]

"Kisumu estaba situado en un bosque rocoso cubierto de arbustos espinosos, antes de que se despejara y se cortaran los caminos", escribió C.W. Hobley, un administrador colonial pionero, en 1900. El 20 de diciembre de 1901, Florencia Preston, la esposa del ingeniero condujo el último clavo en el último durmiente por las orillas del lago Victoria y el puerto Florencia nació. Sin embargo, se llamó solamente Florencia portuaria por un año, y entonces volvió a su nombre original de Dholuo [cita requerida] Kisumu, significando un lugar a buscar la comida. Winston Churchill visitó Kisumu en 1907.
Kisumu fue identificado por los exploradores británicos a principios de 1898 como un término ferroviario alternativo y el puerto para el ferrocarril de Uganda, entonces en construcción. Fue para reemplazar a Puerto Victoria, entonces un centro importante en la ruta comercial de la caravana, cerca del delta de Nzoia River. Kisumu estaba idealmente situado a las orillas del lago Victoria, en la cúspide del Golfo de Winam, al final del sendero de caravanas de Pemba, Mombasa, Malindi y tenía el potencial para la conexión a toda la región del lago por los vapores. En julio de 1899, se preparó el primer plan de esqueleto para Kisumu. Esto incluyó lugares de aterrizaje y muelles a lo largo de la orilla norte del lago, cerca de la actual carretera del aeropuerto. También se incluyeron en el plan las demarcaciones para los edificios del Gobierno y las tiendas minoristas.
Otro plan fue preparado más adelante en mayo de 1900, cuando los diagramas fueron asignados a algunas firmas europeas así como a los comerciantes indios que habían viajado a Kisumu en contratos para construir el ferrocarril de Uganda y habían decidido instalarse en el término de extensión. El plan incluía un embarcadero de bote volador (ahora utilizado por el Departamento de Pesca). En octubre de 1900, el buque de 62 toneladas SS William Mackinnon fue reensamblado y registrado en Kisumu, y realizó su viaje inaugural a Entebbe, marcando el comienzo de los Servicios Marinos del Lago. El SS Winifred (1901) y el SS Sybil (1901) fueron agregados más adelante a la flota en 1902 y 1904, respectivamente. El viernes 20 de diciembre de 1901, la línea de ferrocarril alcanzó el muelle de Kisumu, con el centro que adopta a un nuevo nombre, puerto Florencia.
En febrero, se había abierto la línea ferroviaria para el transporte de mercancías y pasajeros. Kisumu también tuvo el privilegio de acoger el primer vuelo en África Oriental y Central; El actual taller policial fue el primer hangar en Kenia y en toda África Oriental. Antes de la era de la línea aérea del jet, la ciudad era un punto de aterrizaje en el pasajero británico del barco que volaba y la ruta del correo de Southampton a la Ciudad del Cabo. Kisumu también unió de Port Bell a Nairobi.

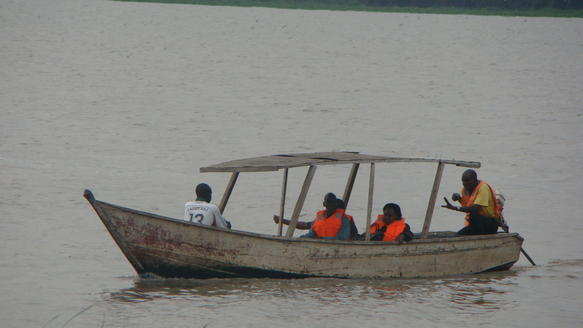
Paseo en el barco en Kisumu.

Mientras tanto, se realizó que el sitio originalmente elegido para el municipio al norte del Golfo de Nyanza no era adecuado para la expansión de la ciudad, debido a su topografía plana y los suelos pobres. Por lo tanto, se identificó un sitio alternativo y la ubicación de la ciudad se trasladó a la cresta en la costa sur del Golfo, donde la ciudad se encuentra hoy. En consecuencia, otro plan fue preparado en 1902, que proporcionó la disposición básica de la nueva ciudad en el canto sur. A esto siguió la construcción de una serie de edificios gubernamentales, en particular la antigua Oficina del Comisionado Provincial (ahora State Lodge) y la Antigua Prisión (ahora designada para la construcción de una Catedral Anglicana).
En 1903, las fronteras del municipio se publicaron y unos 12.000 acres, incluyendo el agua, reservados para su desarrollo. El nuevo municipio volvió a su nombre original, Kisumu, en sustitución del Puerto Florencia. En este tiempo, había un "viejo Kisumu", que consistió en dos filas de puestos (Dukas) en el camino de Mumias, norte del golfo. Fue demolido más adelante en los años veinte cuando las nuevas parcelas se hicieron disponibles en las calles de Odera y de Ogada en el día de hoy Kisumu, por lo tanto la nueva área adquirió el nombre del "nuevo bazar".
En las décadas de 1930/40, la ciudad se había convertido en un importante centro de África Oriental para las instalaciones de Comercio, Administrativas y Militares. En la década de 1960 la población de los asiáticos en la relación con los locales fue significativamente mayor. La ciudad se elevó a la categoría de la Junta Municipal en 1940 y más tarde a un Consejo Municipal en 1960. A principios de los sesenta, muy poco desarrollo tuvo lugar en Kisumu, con una escasez aguda realizada en viviendas, tiendas y oficinas. La situación se agravó más tarde por la afluencia de locales en la ciudad después de la declaración de independencia en 1963.
El crecimiento y la prosperidad de la ciudad se desaceleraron temporalmente en 1977, como resultado del colapso de la Comunidad Africana Oriental. Sin embargo, la ciudad estimuló con la reforma de la comunidad en 1996 y con su designación como una "ciudad". El puerto ha sido estimulado por la transformación de los negocios y el comercio internacional, así como por los envíos de las mercancías destinadas a Uganda, Tanzania, Burundi, Ruanda y la República Democrática del Congo.
Actualmente, Kisumu es una de las ciudades de más rápido crecimiento en Kenia. Está floreciente con las ricas industrias del riego de azúcar y arroz, cuya contribución a la economía nacional es inmensa debido a sus recursos naturales y como el epicentro de los negocios en África Oriental.

## Clima
Kisumu tiene un clima ecuatorial (según la clasificación climática de Köppen Af) sin una verdadera la estación seca y lluvias significativas durante todo el año. En enero es el mes más seco, mientras que el mes de abril recibe la mayor cantidad de lluvia. La temperatura media es de 22.9 °C.
| Parámetros climáticos promedio de Kisumu (1938–1990) | Parámetros climáticos promedio de Kisumu (1938–1990) | Parámetros climáticos promedio de Kisumu (1938–1990) | Parámetros climáticos promedio de Kisumu (1938–1990) | Parámetros climáticos promedio de Kisumu (1938–1990) | Parámetros climáticos promedio de Kisumu (1938–1990) | Parámetros climáticos promedio de Kisumu (1938–1990) | Parámetros climáticos promedio de Kisumu (1938–1990) | Parámetros climáticos promedio de Kisumu (1938–1990) | Parámetros climáticos promedio de Kisumu (1938–1990) | Parámetros climáticos promedio de Kisumu (1938–1990) | Parámetros climáticos promedio de Kisumu (1938–1990) | Parámetros climáticos promedio de Kisumu (1938–1990) | Parámetros climáticos promedio de Kisumu (1938–1990) |
| Mes                                                  | Ene.                                                 | Feb.                                                 | Mar.                                                 | Abr.                                                 | May.                                                 | Jun.                                                 | Jul.                                                 | Ago.                                                 | Sep.                                                 | Oct.                                                 | Nov.                                                 | Dic.                                                 | Anual                                                |
| ---------------------------------------------------- | ---------------------------------------------------- | ---------------------------------------------------- | ---------------------------------------------------- | ---------------------------------------------------- | ---------------------------------------------------- | ---------------------------------------------------- | ---------------------------------------------------- | ---------------------------------------------------- | ---------------------------------------------------- | ---------------------------------------------------- | ---------------------------------------------------- | ---------------------------------------------------- | ---------------------------------------------------- |
| Temp. máx. media (°C)                                | 30.6                                                 | 30.8                                                 | 30.4                                                 | 28.8                                                 | 28.2                                                 | 27.9                                                 | 27.7                                                 | 28.2                                                 | 29.4                                                 | 30.5                                                 | 30.1                                                 | 29.9                                                 | 29.4                                                 |
| Temp. mín. media (°C)                                | 23.8                                                 | 24.1                                                 | 24.1                                                 | 23.4                                                 | 22.8                                                 | 22.2                                                 | 21.9                                                 | 22.2                                                 | 22.8                                                 | 23.8                                                 | 23.7                                                 | 23.5                                                 | 23.2                                                 |
| Lluvias (mm)                                         | 79                                                   | 84                                                   | 169                                                  | 213                                                  | 167                                                  | 85                                                   | 85                                                   | 81                                                   | 90                                                   | 95                                                   | 139                                                  | 101                                                  | 1388                                                 |
| Días de precipitaciones (≥ 1 mm)                     | 7                                                    | 10                                                   | 11                                                   | 17                                                   | 13                                                   | 8                                                    | 7                                                    | 8                                                    | 8                                                    | 10                                                   | 13                                                   | 9                                                    | 121                                                  |
| Fuente: Organización Meteorológica Mundial           |                                                      |                                                      |                                                      |                                                      |                                                      |                                                      |                                                      |                                                      |                                                      |                                                      |                                                      |                                                      |                                                      |

## Transporte

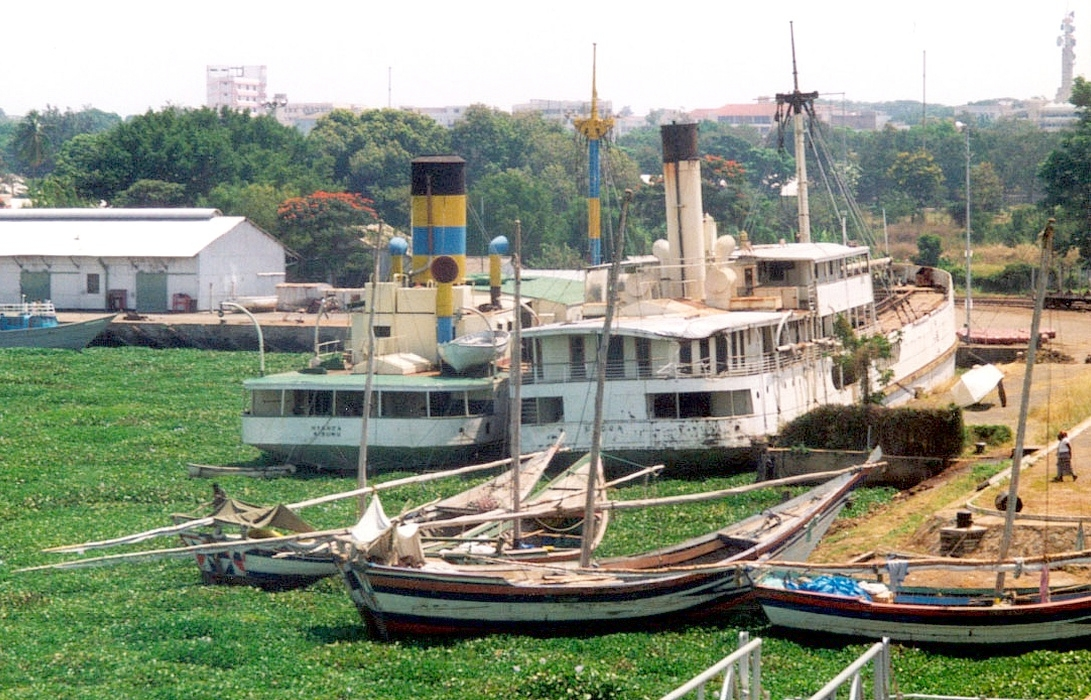
El puerto de Kisumu. La vegetación verde es jacinto de agua.

Antes de la era de la línea aérea del jet, Kisumu era un punto de aterrizaje en el pasajero británico del barco que volaba y la ruta del correo de Southampton a la Ciudad del Cabo. Kisumu conectó a Port Bell y Nairobi.
Kisumu es servido por el aeropuerto de Kisumu que tiene estatus internacional, con los vuelos diarios regulares a Nairobi ya la otra parte. La expansión de la instalación de carga aeroportuaria después de la terminación de las terminales de pasajeros se está llevando a cabo en previsión del aumento del comercio provocado por la recreada Comunidad Africana Oriental de Kenia, Tanzania y Uganda.
Los Lake Victoria ferries han funcionado del puerto que liga el ferrocarril a Mwanza y Bukoba en Tanzania, ya Entebbe, a Port Bell, ya Jinja en Uganda. Los primeros buques del vapor fueron construidos en Kisumu en 1905 y eran el SS Sybila y el SS Nyanza.
Como se mencionó anteriormente en la "Historia", el ferrocarril de Uganda desde el puerto de Mombasa que llegó a Kisumu en 1901. Actualmente (2013) no hay trenes de pasajeros son operados entre Nairobi y Kisumu.
El presidente de Kibaki lanzó un proyecto vial con 6,8 millones de chelines para una importante revisión de la red de la carreteras de Kisumu el 24 de julio de 2009.

### Accidentes ferroviarios y aéreos
Durante la Segunda Guerra Mundial, tres aviones operados por la Fuerza Aérea de Sudáfrica se estrellaron en el Lago Victoria poco después del despegue del Aeropuerto de Kisumu. El primero, un avión de la Lockheed Modelo número "K" -248 (ex ZS-ATK) que llevaba a un alto oficial sudafricano, el General de División Dan Pienaar, se estrelló el 19 de diciembre de 1942, matando a las 12 personas a bordo. Los otros dos accidentes se involucraron dos aviones del Douglas C-47; La primera el 11 de mayo de 1945 (una fatalidad) y la segunda exactamente tres meses después, el 11 de julio de 1945 (28 muertes). Los cuerpos de los dos accidentes anteriores fueron repatriados a Sudáfrica, los del tercer accidente fueron enterrados en el cementerio de las tumbas de guerra de Kisumu. La causa de los accidentes se piensa actualmente ser la condición del viento catabático que afecta a menudo Kisumu en la madrugada.
Dos accidentes ferroviarios graves ocurrieron en Kisumu en los años 2000.
La primera tuvo lugar a fuera de Kisumu el 15 de agosto de 2000. Los frenos en el tren fallaron, haciendo que rodara. Trece personas murieron y 37 fueron heridos. La segunda tuvo lugar en la mañana del 16 de octubre de 2005, cuando un matatu (taxi minibus) fue golpeado por un tren de pasajeros. Seis personas murieron y otras 23 resultaron heridas.
Después de eso ha habido accidentes en sus ciudades principales con puntos negros notables: [cita requerida] Ojola/Kisian, puente de Kisat, Ahero, Sondu, Awasi apenas pero para mencionar algunos.

## Lugares de culto

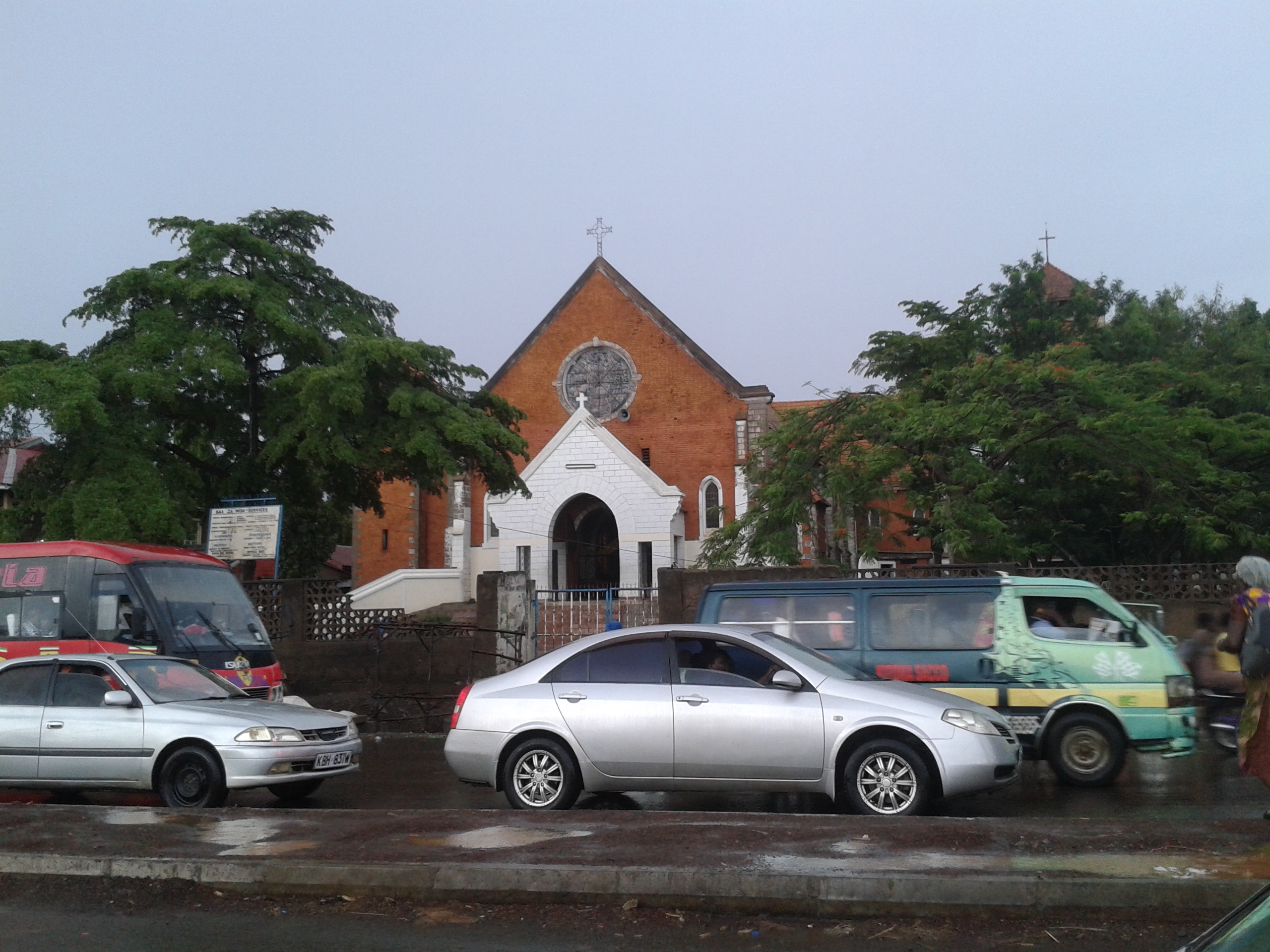
St. Therese of Lisieux Cathedral (Iglesia católica).

Entre los lugares de culto, se encuentran principalmente iglesias y templos cristianos : Arquidiócesis de Kisumu (Iglesia católica), Church of Uganda (Comunión anglicana), Presbyterian Church in Uganda (Comunión Mundial de Iglesias Reformadas), Baptist Union of Uganda (Alianza Mundial Bautista), Asambleas de Dios. También hay mezquitas musulmanas.

## Ciudades hermanadas
Kisumu mantiene un hermanamiento de ciudades con:
- Cheltenham, Inglaterra, Reino Unido.
- Roanoke, Virginia, Estados Unidos.
- Boulder, Colorado, Estados Unidos.